# هیروشی سوگاوارا
هیروشی سوگاوارا (انگلیسی: Hiroshi Sugawara؛ زادهٔ ۱۹۵۵) کارگردان فیلم، تهیه‌کننده فیلم، و فیلم‌نامه‌نویس اهل ژاپن است.